# Bimbo Coles
Vernell Eufaye "Bimbo" Coles (Covington, Virginia, 22. travnja 1968.) umirovljeni je američki profesionalni košarkaš. Igrao je na poziciji razigravača, a izabrali su ga Sacramento Kingsi u 2. krugu (40. ukupno) NBA drafta 1990. godine.

## Vanjske poveznice
- Profil na NBA.com
- Profil  Arhivirana inačica izvorne stranice od 13. kolovoza 2014. (Wayback Machine) na Basketball-Reference.com